# Brachysynklina
Brachysynklina (Brachyfałd) (geol.) – synklina, której szerokość w przybliżeniu odpowiada długości.
Krótki fałd wygięty w dwie strony w kierunkach prostopadłych do siebie, którego szerokość jest nieco mniejsza od długości. Warstwy skalne fałdu (brachysynkliny) nachylone są w kierunku środka niecki.

## Zobacz
- brachyantyklina